# Pippa Haywood
Pippa Haywood (Hatfield (Hertfordshire), 6 mei 1961) is een Britse actrice.

## Biografie
Haywood werd geboren in Hatfield (Hertfordshire) in een gezin met twee kinderen. Zij leerde het acteren aan de Bristol Old Vic Theatre School in Bristol. 
Haywood begon in 1986 met acteren in de televisieserie Brush Strokes, waarna zij nog meerdere rollen speelde in televisieseries en films. Naast het acteren voor televisie is zij ook actief als actrice in het theater. Zij is vooral bekend van haar rol als Helen Brittas in de televisieserie The Brittas Empire waar zij in 51 afleveringen speelde (1991-1997). 
Haywood is getrouwd en heeft hieruit twee dochters. 

## Filmografie

### Films
Uitgezonderd korte films.
- 2021 Paul Dood's Deadly Lunch Break – als Jayney
- 2020 Supernova – als Lilly
- 2020 Four Kids and It – als eigenaresse boekenwinkel
- 2018 A Bad Penny – als Nancy
- 2018 Agatha and the Truth of Murder – als Mabel
- 2016 Porridge – als gouverneur Hallwood
- 2016 Pride and Prejudice and Zombies – als mrs. Long
- 2016 5 Greedy Bankers – als Catherine Stone
- 2013 Ye Olde Dragon's Den – als Deborah Meaden
- 2012 8 Minutes Idle – als Kathy
- 2010 Huge – als bazin van Jongleurs
- 2010 Tamara Drewe – als Tess
- 2007 Confessions of a Diary Secretary – als Julie Jones
- 2006 The Commander: Blacklight – als Helen Dirkwood
- 2005 Like Father Like Son – als mrs. Sutton
- 2004 If Only – als Lavinia
- 2001 Love or Money – als Bridget
- 1997 Tangier Cop – als Diana Andrews
- 1996 Cuts – als Cynthia Hyde-Lennon
- 1996 The Royal Variety Performance – als Helen Brittas

### Televisieseries
Uitgezonderd eenmalige gastrollen.
- 2022 Deep Heat - als Pam - 5 afl.
- 2022 Magpie Murders - als Claire Jenkins / Clarissa Pye - 6 afl.
- 2020-2021 Feel Good – als Felicity – 4 afl.
- 2018 Bodyguard – als Craddock – 5 afl.
- 2018 Requiem – als Verity Satlow – 5 afl.
- 2017 Porridge- als gouverneur Hallwood – 4 afl.
- 2016 Brief Encounters – als Bunny – 4 afl.
- 2012-2016 Scott & Bailey – als Superintendent Julie Dodson – 11 afl.
- 2015 Silent Witness – als Justine Greenwood – 2 afl.
- 2014 Mapp & Lucia – als Susan Wyse – 3 afl.
- 2014 Undeniable – als Alison Hall – 2 afl.
- 2013 Moonfleet – als Aunt Lydia – 2 afl.
- 2012-2013 Prisoners Wives – als Harriet – 10 afl.
- 2013 Mr Selfridge – als miss Bunting – 7 afl.
- 2011-2012 Mid Morning Matters with Alan Partridge – als Bronwyn Matthews – 4 afl.
- 2011 Without You – als Frances Shaw – 2 afl.
- 2009 Kingdom – als mrs. Anderson – 2 afl.
- 2008 The Wrong Door – als Lady Libido – 6 afl.
- 2007 Fear, Stress & Anger – als Julie Chadwick – 6 afl.
- 2004-2006 Green Wing – als Joanna Clore – 18 afl.
- 2003 The Bill – als Celia Barrett – 2 afl.
- 2001 Office Gossip – als Maxine – 6 afl.
- 2000 Dalziel and Pascoe – als Rebecca Fenning – 4 afl.
- 1999 Roger Roger – als Helen Jackson – 3 afl.
- 1991-1997 The Brittas Empire – als Helen Brittas – 51 afl.
- 1997 Grown Ups – als Claire – 6 afl.
- 1994-1996 Budgie the Little Helicopter  – als mrs. Kitchen (stem) – 39 afl.
- 1991 Chimera – als Diane Rohmer – 2 afl.
- 1989 Capital City – als Liz Armitage – 4 afl.
- 1988 The One Game – als Jenny Thorne – 4 afl.

- Biblioteca Nacional de España: XX6345152
- Bibliothèque nationale de France: cb180300702 (data)
- Gemeinsame Normdatei: 1254142215
- International Standard Name Identifier: 0000 0000 3943 4122
- Library of Congress Control Number: nb2002037948
- Nederlandse Thesaurus van Auteursnamen: 425890325
- Système universitaire de documentation: 260397466
- Virtual International Authority File: 73361100
- WorldCat: E39PBJtgY6xjbp8VKhHrvKH3cP